# Jumilhac-le-Grand
Jumilhac-le-Grand är en kommun i departementet Dordogne i regionen Nouvelle-Aquitaine i sydvästra Frankrike. Kommunen ligger i kantonen Jumilhac-le-Grand som tillhör arrondissementet Nontron. År 2022 hade Jumilhac-le-Grand 1 140 invånare.

## Befolkningsutveckling
Antalet invånare i kommunen Jumilhac-le-Grand
Referens:INSEE